# Ристори, Аделаида
Аделаида Ристори (итал. Adelaide Ristori; 30 января 1822, Чивидале-дель-Фриули — 9 октября 1906, Рим) — выдающаяся итальянская актриса
.

## Жизнь и творчество
Родилась во Фриули (тогда — Австрия), в семье актёров. Ещё ребёнком выступала на сцене вместе с родителями, исполняла детские роли в мелодрамах, ставившихся в провинциальных театрах. Первый успех пришёл к ней в 1836 году, когда А. Ристори сыграла роль Франчески в трагедии С. Пеллико «Франческа да Римини».
Лучшие образы, созданные талантом актрисы, — в ролях трагедийных. Как отметила сама Ристори, её метод игры был «колоритным реализмом»: «Я всегда играла и драму и трагедию с итальянской горячностью и живостью и всегда желала сохранить существенные черты нашего характера — пламенное выражение страстей, не подчиняя их академическим позам. Отнимите у итальянского актёра порыв страсти и измените его природу, он сделается и приторным, и невыносимым».
Свои лучшие роли актриса сыграла в трагедиях «Макбет» Шекспира, «Мария Стюарт» Шиллера, «Федра» Расина, «Мирра» Альфьери, «Юдифь» Джакометти, в драмах «Лукреция Борджиа» Гюго, «Адриенна Лекуврер» Скриба. В то же время ей удавались и комедийные роли, например Мирандолина в пьесе Гольдони «Трактирщица».
А. Ристори много гастролировала по Европе, выступала на лучших сценах Берлина, Лондона и Вены. В 1857 году она совершает турне по Испании, в 1861 году выступает с ошеломляющим успехом в России. В 1864 году следуют гастроли в Константинополе, а в 1867 году — большое турне по США, Центральной и Южной Америке. В 70-е годы XIX столетия Ристори гастролирует в Австралии и Англии, в 1879—1880 годы — в Германии и Швеции.
Большим ценителем искусства актрисы был и Дж. Гарибальди, выразивший А. Ристори благодарность от имени своих солдат как «Итальянке, которая к славе Артистки присоединила славу Патриотки».